# Camps-sur-l'Isle
Camps-sur-l'Isle is een gemeente in het Franse departement Gironde (regio Nouvelle-Aquitaine) en telt 408 inwoners (2004). De plaats maakt deel uit van het arrondissement Libourne.

## Geografie
De oppervlakte van Camps-sur-l'Isle bedraagt 3,0 km², de bevolkingsdichtheid is 136,0 inwoners per km².
De onderstaande kaart toont de ligging van Camps-sur-l'Isle met de belangrijkste infrastructuur en aangrenzende gemeenten.

## Demografie
Onderstaande figuur toont het verloop van het inwonertal (bron: INSEE-tellingen).
1. ↑  Populations de référence 2022.